# Universidad Nicolás de Cusa
La Universidad Nicolás de Cusa (en italiano: Università degli Studi "Niccolò Cusano", UNICUSANO) es una universidad privada italiana, fundada en 2006 por Stefano Bandecchi. 
Lleva el nombre del teólogo y filósofo alemán Nicolás de Cusa.
Su campus se encuentra en el Municipio XIV de Roma, pero la Universidad también cuenta con centros de aprendizaje ubicados en toda Italia.

## Organización
La universidad está dividida en cuatro departamentos:
- Ingeniería
- Ciencias Económicas, Psicológicas y de la Comunicación
- Ciencias Políticas, Jurídicas y Sociológicas
- Ciencias Humanísticas, del Deporte y de la Educación

Los estudiantes pueden asistir de manera presencial a clases en el campus de Roma, pero también es una universidad a distancia.

## Rectores
- Sebastiano Scarcella (2006-2010)
- Giovanni Puoti (2010-2013)
- Fabio Fortuna (2013-presente)

## Profesores
- Maurizio Costanzo
- Learco Saporito
- Luciano Garofano
- Roberta Bruzzone
- Girelli Federico